# Breeders' Cup Filly & Mare Turf
Groupe 1
La Breeders' Cup Filly & Mare Turf est l'une des épreuves de la Breeders' Cup. 
Cette course s'adresse aux pouliches et juments de 3 ans et plus, et se déroule sur la distance de 2 000 m ou 2 200 m sur le gazon. La distance varie selon la configuration de l'hippodrome où se déroule la Breeders' Cup, événement itinérant. Cette course a été rajoutée en 1999 au programme de la Breeders' Cup, créée en 1984. L'allocation s'élève à 2 000 000 $. 

## Palmarès
| Année | Hippodrome       | Vainqueur          | Âge | Pays        | Père               | Jockey                | Entraîneur          | Propriétaire                              | Deuxième           | Troisième          | Distance | Temps   |
| ----- | ---------------- | ------------------ | --- | ----------- | ------------------ | --------------------- | ------------------- | ----------------------------------------- | ------------------ | ------------------ | -------- | ------- |
| 2024  | Del Mar          | Moira              | 5   | Canada      | Ghostzapper        | Flavien Prat          | Kevin Attard        | X-Men racing, Madaket Stables & SF Racing | Cinderella's Dream | Didia              | 2 200 m  | 2'14"95 |
| 2023  | Santa Anita Park | Inspiral           | 4   | Royaume-Uni | Frankel            | Frankie Dettori       | John & Thady Gosden | Cheveley Park Stud                        | Warm Heart         | Moira              | 2 000 m  | 1'59"60 |
| 2022  | Keeneland        | Tuesday            | 3   | Irlande     | Galileo            | Ryan Moore            | Aidan O'Brien       | Coolmore                                  | In Italian         | Lady Speightspeare | 1 900 m  | 1'51"88 |
| 2021  | Del Mar          | Loves Only You     | 5   | Japon       | Deep Impact        | Yuga Kawada           | Yoshito Yahagi      | DMM Dream Club                            | My Sister Nat      | War Like Goddess   | 2 200 m  | 2'13"87 |
| 2020  | Keeneland        | Audarya            | 4   | Royaume-Uni | Wootton Bassett    | Pierre-Charles Boudot | James Fanshawe      | Alison Swinburn                           | Rushing Fall       | Harvey's Lil Goil  | 1 900 m  | 1'52"72 |
| 2019  | Santa Anita Park | Iridessa           | 3   | Irlande     | Ruler of The World | Wayne Lordan          | Joseph O'Brien      | Chantal Regalado-Rodriguez                | Vasilika           | Sistercharlie      | 2 000 m  | 1'57"77 |
| 2018  | Churchill Downs  | Sistercharlie      | 4   | France      | Myboycharlie       | John Velazquez        | Chad Brown          | Peter-M. Brant                            | Wild Illusion      | A Raving Beauty    | 2 200 m  | 2'20"96 |
| 2017  | Del Mar          | Wuheida            | 3   | Royaume-Uni | Dubawi             | William Buick         | Charlie Appleby     | Godolphin                                 | Rhododendron       | Cambodia           | 1 800 m  | 1'47"91 |
| 2016  | Santa Anita Park | Queen's Trust      | 3   | Royaume-Uni | Dansili            | Frankie Dettori       | Michael Stoute      | Cheveley Park Stud                        | Lady Eli           | Avenge             | 2 000 m  | 1'57"75 |
| 2015  | Keeneland        | Stephanie's Kitten | 6   | États-Unis  | Kitten's Joy       | Irad Ortiz Jr         | Chad Brown          | Kenneth Ramsey                            | Legatissimo        | Queen's Jewel      | 1 900 m  | 1'56"22 |
| 2014  | Santa Anita Park | Dayatthespa        | 5   | États-Unis  | City Zip           | Javier Castellano     | Chad Brown          | Frankel & B.Laymon Thor.                  | Stephanies Kitten  | Just The Judge     | 2 000 m  | 2'00"12 |
| 2013  | Santa Anita Park | Dank               | 3   | Royaume-Uni | Dansili            | Ryan Moore            | Michael Stoute      | James Wigan                               | Romantica          | Alterite           | 2 000 m  | 1'58"73 |
| 2012  | Santa Anita Park | Zagora             | 5   | France      | Green Tune         | Javier Castellano     | Chad Brown          | Martin Schwartz                           | Marketing Mix      | The Fugue          | 2 000 m  | 1'59"70 |
| 2011  | Churchill Downs  | Perfect Shirl      | 4   | États-Unis  | Perfect Soul       | John Velazquez        | Roger Attfield      | Charles Fipke                             | Nahrain            | Misty For Me       | 2 200 m  | 2'18"62 |
| 2010  | Churchill Downs  | Shared Account     | 4   | États-Unis  | Pleasantly Perfect | Edgar Prado           | Graham Motion       | Sagamore Farm                             | Midday             | Keertana           | 2 200 m  | 2'17"24 |
| 2009  | Santa Anita Park | Midday             | 3   | Royaume-Uni | Oasis Dream        | T.-P. Queally         | Henry Cecil         | Juddmonte Farms                           | Pure Clan          | Forever Together   | 2 000 m  | 1'59"14 |
| 2008  | Santa Anita Park | Forever Together   | 4   | États-Unis  | Belong to Me       | Julien Leparoux       | Jonathan Sheppard   | Augustin Stable                           | Sealy Hill         | Visit              | 2 000 m  | 2'01"58 |
| 2007  | Monmouth Park    | Lahudood           | 4   | France      | Singspiel          | Alan Garcia           | Kiaran McLaughlin   | Shadwell Racing                           | Honey Ryder        | Passage of Time    | 2 200 m  | 2'22"75 |
| 2006  | Churchill Downs  | Ouija Board        | 5   | Royaume-Uni | Cape Cross         | Frankie Dettori       | Ed Dunlop           | Lord Derby                                | Film Maker         | Honey Ryder        | 2 200 m  | 2'14"55 |
| 2005  | Belmont Park     | Intercontinental   | 5   | France      | Danehill           | Rafael Bejarano       | Robert J. Frankel   | Khalid Abdullah                           | Ouija Board        | Film Maker         | 2 000 m  | 2'02"34 |
| 2004  | Lone Star Park   | Ouija Board        | 3   | Royaume-Uni | Cape Cross         | Kieren Fallon         | Ed Dunlop           | Lord Derby                                | Film Maker         | Wonder Again       | 2 200 m  | 2'18"25 |
| 2003  | Santa Anita Park | Islington          | 4   | Royaume-Uni | Sadler's Wells     | Kieren Fallon         | Sir Michael Stoute  | Estate of Lord Weinstock                  | Lancresse          | Yesterday          | 2 000 m  | 1'59"13 |
| 2002  | Arlington Park   | Starine            | 5   | France      | Mendocino          | John Velazquez        | Robert J. Frankel   | Robert J. Frankel                         | Banks Hill         | Islington          | 2 000 m  | 2'03"57 |
| 2001  | Belmont Park     | Banks Hill         | 3   | France      | Danehill           | Olivier Peslier       | André Fabre         | Juddmonte Farms                           | Spook Express      | Spring Oak         | 2 000 m  | 2'00"36 |
| 2000  | Churchill Downs  | Perfect Sting      | 4   | États-Unis  | Red Ransom         | Jerry Bailey          | Joe Orseno          | Stronach Stables                          | Tout Charmant      | Catella            | 2 200 m  | 2'13"07 |
| 1999  | Gulfstream Park  | Soaring Softly     | 4   | États-Unis  | Kris S.            | Jerry Bailey          | James J. Toner      | Phillips Racing Partnership               | Coretta            | Zomaradah          | 2 200 m  | 2'13"89 |